# Фадеевцы
Фадеевцы — деревня в Котельничском районе Кировской области в составе Биртяевского сельского поселения.

## География
Располагается на расстоянии примерно 9 км на северо-восток по прямой от райцентра города Котельнич.

## История
Известна с 1678 года как деревня Обводная с 1 двором, в 1764 уже с 29 жителями. В 1873 году здесь (Обводная 1-я или Фадеичи) отмечено дворов 8 и жителей 44, в 1905 (Обводная 1-я или Фадеевцы, Шатовы)  11 и 82, в 1926 (Фадеевцы или Обводная 1-я, Шатовы) 13 и 79, в 1950 11 и 36, в 1989 году оставалось 4 человека. Настоящее название утвердилось с 1939 года. Ныне деревня имеет дачный характер.

## Население
Постоянное население  составляло 2 человека (русские 100%) в 2002 году, 0 в 2010.